# Methanobacteria
I Metanobatteri (Methanobacteria) sono batteri della classe Euryarchaeota, capaci di effettuare la metanogenesi.
Gli organismi ad organizzazione procariotica più antichi sono gli archeobatteri e la loro presenza sulla Terra può essere collegata alla presenza di metano biologico; il ritrovamento più antico è avvenuto in rocce australiane, dove furono rilevati undici taxa di cui sette erano cianobatteri.

## Metabolismo
Sono eterotrofi (simbionti-parassiti) o autotrofi e possono essere aerobi obbligati, anaerobi obbligati o anaerobi facoltativi.

## Riproduzione
I metanobatteri si riproducono asessualmente, per scissione binaria, una divisione molto rapida. La ricombinazione genica avviene per coniugazione, trasformazione, e trasduzione.